# Sinchon-dong, Seongnam
Sinchon-dong (koreanska: 신촌동) är en stadsdel i staden Seongnam i provinsen Gyeonggi strax söder om huvudstaden Seoul. Den ligger i stadsdistriktet Sujeong-gu.